# ASP-8 (антена)

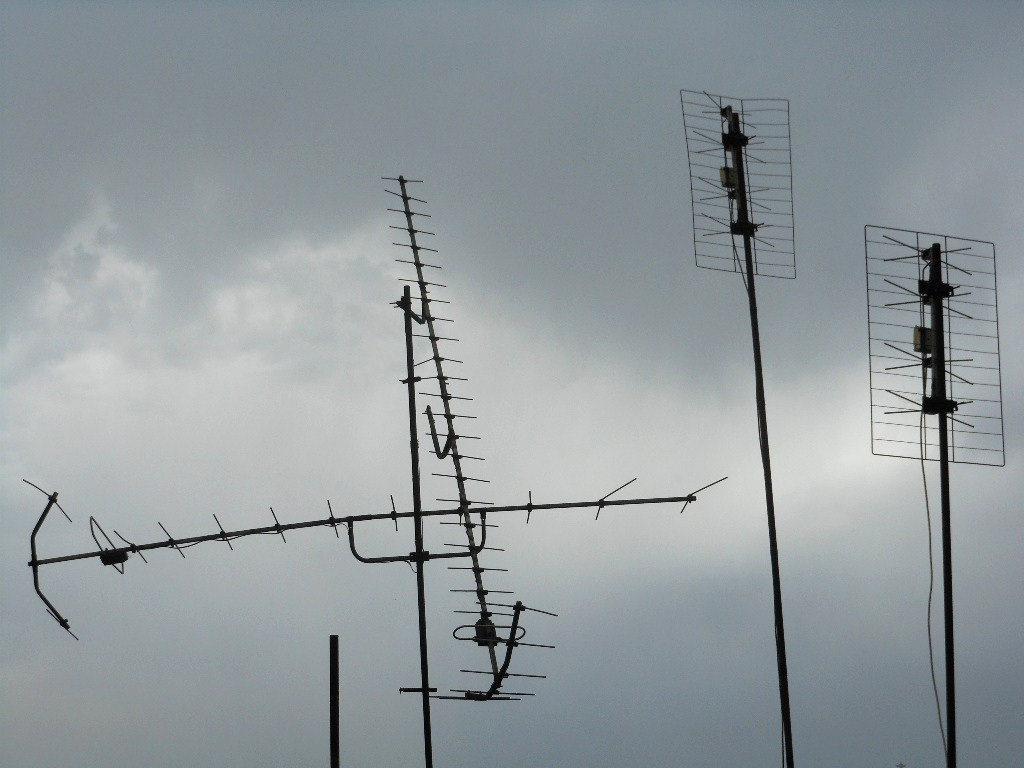
ASP-8 на металевих щоглах

ASP-8, також відома як «польська антена» або «сітка»  — активна мультичастотна телевізійна антена для прийому наземного аналогового та цифрового телесигналу. Представлена у модифікації ASP-30.

## Характеристика
Антена охоплює прийом всіх телечастот наземного діапазону із посиленням слабких та вирівнюванням нечітких сигналів. Складається із рами-рейки, до якої прикріплена система з активних та пасивних вібраторів, змінна плата антенного підсилювача та сітка-рефлектор. Підсилювач сигналу підключається до мережі за допомогою змінного блоку живлення. Підсилювачі є різних конфігурацій, які індивідуальні відносно відстані від ретранслятора телерадіосигналу.

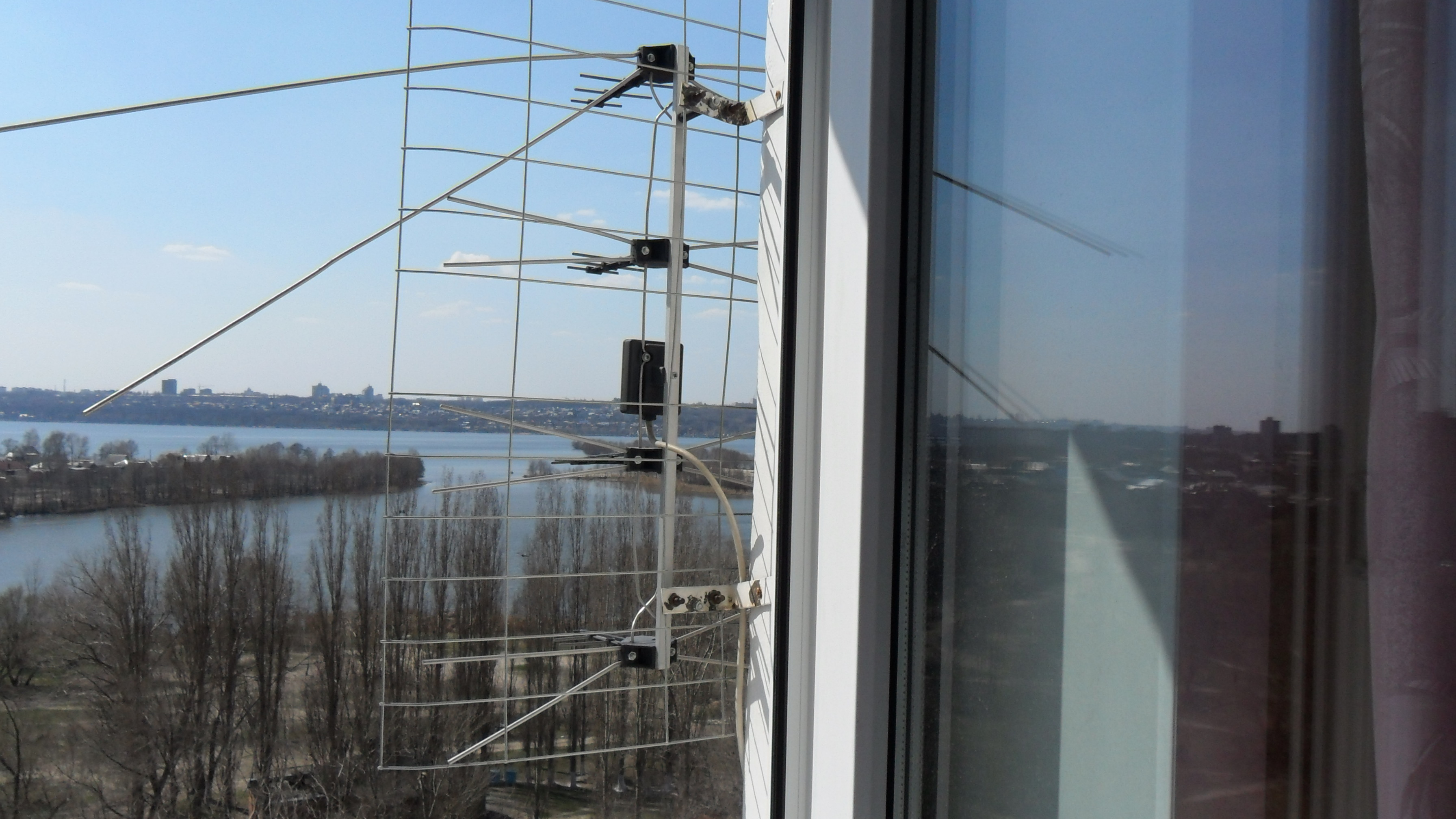
ASP-8 прикріплена біля вікна

## Популярність
В Україні та країнах СНД ASP-8 набула легендарної слави з початку комерціалізації телебачення і в народі відома як «сітка» — через наявність сітки-рефлектора, або більш відома як «польська антена», оскільки перші зразки пристрою, який набував популярності в Україні, виготовлялися нідерландською компанією «Philips» у Польщі. В подальшому антени виготовляли й українські підприємства. Надзвичайно популярною ASP-8 є в сільській місцевості, оскільки здатна приймати далекий та слабкий телесигнал за цілим рядом перешкод та доступна для всіх категорій населення. Із впровадженням системи цифрового ефірного телебачення стандарту T2 пристрої продовжують експлуатуватися користувачами.